# Раджамангала
Национальный стадион «Раджамангала» (тайск. ราชมังคลากีฬาสถาน) — многофункциональный стадион, расположенный в столице Таиланда — Бангкоке, в городском округе Бангкапи. Является главным и крупнейшим по вместимости стадионом Таиланда и одним из крупнейших стадионов Юго-Восточной Азии. В настоящее время вмещает в себя 65 тысяч зрителей. Домашний стадион национальной сборной Таиланда по футболу.
Построен в середине 1990-х годов, открыт в 1998 году, к Летним Азиатским играм 1998 и Университетским играм АСЕАН 1999, которые проходили в Бангкоке. Стадион был спроектирован факультетом архитектуры университета Чулалонгкорн. Во время открытия стадион мог вмещать 80 тысяч зрителей, но позднее вместимость сократили до 65 тысяч. 
На стадионе проводились матчи Кубка Азии 2007, которые проходили сразу в четырёх странах Юго-Восточной Азии — в Таиланде, Индонезии, Малайзии и Вьетнаме. Также стадион являлся одним из спортивных сооружений Летней Универсиады 2007. В 2012 году на стадионе проводилась международная автогонка — Гонка чемпионов 2012.
Стадион «Раджамангала» является главным стадионом Таиланда, является основным стадионом для проведения домашних матчей национальной сборной Таиланда, и часто на этом стадионе проводятся финалы различных национальных футбольных кубков страны.
Кроме футбольных матчей на стадионе проводятся турниры и соревнования и по другим видам спорта, таким как легкая атлетика, проводятся концерты, городские и национальные праздники.

## Галерея

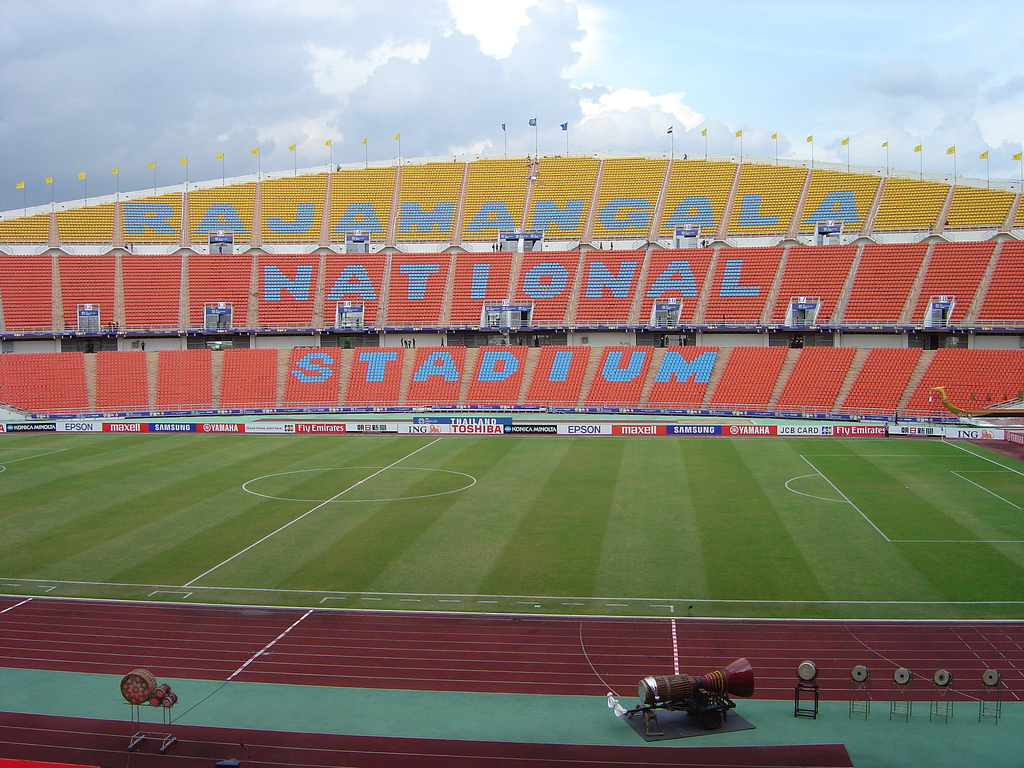